# Cornol
Cornol (antiguamente en alemán Gundelsdorf) es una comuna suiza del cantón del Jura, situada en el distrito de Porrentruy. Limita de noreste a sureste con la comuna de La Baroche, al sur con Clos du Doubs, al oeste con Courgenay, y al noroeste con Alle.